# Maria Magdalena Kozłowska
Maria Magdalena Kozłowska (ur. 1986 w Zielonej Górze) – reżyserka video i teatralna, performerka, autorka tekstów i piosenek, a także kompozytorka i wokalistka.
Absolwentka Międzywydziałowych Interdyscyplinarnych Studiów Humanistycznych Uniwersytetu Warszawskiego oraz Szkoły Sztuk Pięknych w Amsterdamie. 
Od 2015 roku, wraz z Marią Tobołą współtworzy duet Małpeczki (później Maria Malpecki).

## Wybrane spektakle i performanse
- Jerome Bel, Holland Festival, 2023
- Dead Skin, Foki/Seals, Frascati Amsterdam, 2022[1]
- Foki, Teatr Współczesny w Szczecinie, 2022[5][6]
- Commune, Frascati Amsterdam, 2021[1]
- Opera to the People, 2021-2023
- Wspólnota Śniących, 2020
- European Songs, Belluard Bollwerk Festival, 2019
- To trzeba zjeść jako Małpeczki, Centrum Sztuki Współczesnej U-Jazdowski, 2018[4]
- Sirota, czyli jak być zapomnianym, 2018
- Hymn dla Wszystkich, 2018
- Nagły atak tanecznej stylówki[7]

## Wybrane prace wideo
- She Dies For You, 2020
- There is no such thing as Internet jako Maria Malpecki, Kunst-Werke Institute for Contemporary Art, 2020
- Hymn dla wszystkich, 2018
- Ah mio cor schernito sei, 2016[8]
- Tańczymy cały świat jako Małpeczki, 2017
- Respekt jako Małpeczki, 2017

## Wystawy indywidualne i zbiorowe
- Ja już nie mogę, Centrum Sztuki Współczesnej Kronika, 2019[8]
- Żarty żartami, Centrum Sztuki Współczesnej U-Jazdowski, 2020
- Farba znaczy krew, 2019
- Żużel w Sztuce, 2018
- Chuliganki, MSN Warszawa na Open’er Festival, 2017